# Nokia C3 Touch and Type
Nokia C3 Touch and Type, también conocido como Nokia C3-01 es un teléfono móvil de tipo barra creado por Nokia. Este es el segundo teléfono móvil lanzado por Nokia que posee una pantalla táctil en un factor de forma de barra que ejecuta el sistema operativo S40.
También existe la versión de actualización de hardware disponible de este teléfono, que pueden ser identificados con la RM-776 y los códigos de C3-01.5 en la etiqueta que se encuentra debajo de la batería. La actualización trae la velocidad de procesamiento de 1 GHz para el teléfono.

## Características
Este teléfono tiene pantalla táctil y teclado UIT-T de 12 teclas. Otras características principales incluyen: WiFi, HSPA, VoIP con HD Voice, una cámara de 5,0 megapíxeles con flash, navegador WebKit de código abierto, Flash Lite 3.0, Bluetooth 2.1 + EDR y MIDP Java 2.1 con otros APIs de Java. Este teléfono también es compatible con el USB On-the-Go función, que permite que el teléfono para actuar como un servidor USB.

## Especificaciones generales
| Tipo                            | Especificación |
| ------------------------------- | --- |
| Redes                           | GSM 850 / GSM 900 / GSM 1800 / GSM 1900 / WCDMA 850 / WCDMA 900 / WCDMA 1900 / WCDMA 2100 |
| Disponibilidad                  | África, Asia, Europa, Latinoamérica y Medio Oriente. |
| Peso                            | 100 g |
| Dimensiones                     | 111 x 47.5 x 11 mm |
| Forma                           | Barra |
| Duración de la batería          | Tiempo de conversación: 5.6 horas (GSM), 3.4 horas (WCDMA). En modo de espera: 17 días (GSM), 18 días (WCDMA) |
| Tipo de batería                 | BL-5CT 3.7V 1050 mAh |
| Pantalla                        | Tipo: TFT de 262 000 colores (18-bit) tamaño 2.4" Resolución: 240 x 320 píxeles (QVGA) |
| Sistema operativo               | S40 |
| Memoria                         | 30 MB (expandible hasta 32 GB con insertando una tarjeta de memoria tipo microSDHC |
| TTY/TDD                         | Sí |
| Varios idiomas                  | Sí |
| Perfiles de timbre              | Sí |
| Vibración                       | Sí |
| Bluetooth                       | Soporta perfiles de A2DP, AVRCP, DUN, FTP, GAP, GAVDP, GOEP, HFP, HSP, OPP, PAN, PBAP, SAP, SDAP, SPP |
| Sincronización con PC           | Sí |
| USB                             | Micro-USB |
| Varios números por nombre       | Sí |
| Marcación por voz               | Sí |
| Gráficos personalizados         | Sí |
| Tonos de llamada personalizados | Sí |
| Capacidad de datos              | Sí |
| Modo de vuelo                   | Sí |
| Paquetes de datos               | Tecnología GPRS MSC 32 (RX+TX: 4+3, 3+2) (max 5 slots), EDGE (EGPRS): MSC 32 (RX+TX 4+3, 3+2) (máx. 5 slots), WCDMA 2100, velocidad máxima PS 128/384 kbit/s (UL/DL), CS 12.2 kbit/s, HSUPA velocidad máxima 2.0 Mbit/s, HSDPA maximum speed 10.2 Mbit/s (DL) |
| WLAN                            | 802.11b (11 Mbit/s), 802.11g (54 Mbit/s), 902.11d (roaming), 802.11i (seguridad, WEP, WPA, WPA2, EAP), 802.11e (QoS issues), 802.11n |
| WAP / Web Browser               | HTML a través de TCP/IP, WAP 2.0, navegador WebKit de código abierto, XHTML sobre TCP/IP |
| Texto predictivo                | T9 |
| Teclas laterales                | Teclas de volumen del lado derecho |
| Tarjeta de memoria              | Tipo microSDHC hasta de 32 GB. |
| Cliente de correo electrónico   | Protocolos soportados: IMAP4, POP3, SMTP compatible con archivos adjuntos. |
| Mensajería multimedia           | MMS 1.2 / SMIL |
| Mensajería de texto             | Sí, en formato 2 vías |
| Radio FM                        | Sí, en sonido estéreo |
| Reproductor de música           | Sí, soporta formatos MP3, MP4, AAC, AAC+, eAAC+, WMA, WAV |
| Cámara                          | Resolución: 5 megapíxeles (2592 x 1944) con zum digital x4 y flash |
| Formatos de video               | Protocolo 3GPP |
| Captura de video                | QVGA de hasta 20 cuadros,en formatos H.263 y MPEG4 |
| Alarma                          | Sí |
| Calculadora                     | Sí |
| Calendario                      | Sí |
| Lista de tareas                 | Sí |
| Notas de voz                    | Sí |
| Juegos                          | Sí |
| Java ME                         | Versión: MIDP 2.1, CLDC 1.1. JSR soportados: 75, 82, 118, 120, 135, 139, 172, 177, 179, 184, 185, 205, 211, 226, 234, 248, 284 |
| Conector para auriculares       | Sí (3.5 mm) |
| Altavoz                         | Sí |
| Última versión del firmware     | 06.05 |